# Teres I
Teres I (reinó del c. 480-c. 450 a. C.), fue el primer rey del reino odrisio de Tracia. Las fechas de su reinado varían según las fuentes. Mladjov y Babelon hacen terminar su reinado alrededor de 450 a. C.; Christópoulos y Peter le datan alrededor de mediados del siglo V a. C., y Topalov de 490 a 464 a. C.).
Tuvo, al menos dos hijos, Sitalces y Esparádoco, que también reinaron, y una hija, que según Heródoto, se casó con un rey escita.
El reino odrisio es el primer reino tracio que toma el poder en la región, por unificación de varias tribus bajo un único soberano. Al principio, este estado se extendía por Tracia oriental y las regiones del Norte, hasta la desembocadura del Danubio.
Teres fue célebre por su talento militar, y pasó gran parte de su vida en los campos de batalla. En 450 a. C., murió durante una batalla. Le sucedió su primer hijo, Esparádoco.